# Панкратов, Леонид Яковлевич
Леонид Яковлевич Панкратов (2 августа 1931 года, деревня Устрека, Холмогорский район, Архангельская область — 19 марта 2023, Северодвинск) — электромонтёр электромонтажного предприятия № 8 Государственного комитета по судостроению СССР, гор. Северодвинск Архангельской области. Один из участников создания первой в СССР подводной атомной лодки «Ленинский комсомол» проекта 627. Герой Социалистического Труда (1963).

## Биография
Родился в 1931 году в крестьянской семье в селе Устрека Архангельской области. В 1946 году окончил семилетку. Некоторое время трудился в местном колхозе, потом работал на лесозаготовках. Пытался поступить в Архангельское мореходное училище, но из-за здоровья не был принят. С 1947 года проживал в Архангельске, где поступил в школу фабрично-заводского обучения № 21. После окончания обучения работал токарем на лесопункте посёлка Рочегда Виноградовского района.
В 1948 году поступил на учёбу в Ремесленное училище № 1 в Молотовске, по окончании которого получил специальность «судовой электромонтёр». Здесь же получал среднее образование в вечерней школе рабочей молодёжи, которое завершил позднее на производстве. С 1950 года — электромонтажник цеха № 11 Горьковского предприятия ЭМП-3, потом трудился на сдаточных эсминцах и кораблях Северного флота.
С 1953 года — бригадир электромонтажников на сборке электростанций крейсеров проекта 68 бис, эскадренных миноносцев проектов № 191, 192 и 193 на предприятии № 8 (позднее — предприятие № 402, «Арктика», сегодня — Северное производственное объединение «Арктика») в Молотовске. С 1955 года находился в командировке по изучению макета 5-го реакторного отсека первой в СССР атомной подлодки проекта 627 в Конструкторском бюро В. Н. Перегудова, Ленинград". С августа этого же года в составе группы электромонтёров командирован в Обнинск, где занимался сборкой макета-стенда электрооборудования реакторного, турбинного и генераторного отсеков подводной лодки. В июне 1956 года возвратился в Молотовск, где в 1957—1958 годах в составе рабочего коллектива предприятия занимался испытаниями и сдачей подводной лодки. Вместе с моряками совершал дальние морские походы в качестве вахтенного электрика в электроэнергетическом отсеке. В августе 1958 года подводная лодка К-3 была сдана Военно-Морскому флоту.
В 1959 году был награждён Орденом Ленина за участие в создании первой в СССР подводной атомной лодки.
С 1963 года — мастер участка № 2. В 1966 году окончил вечернее отделение Северодвинского техникума по специальности «электооборудование судов», после чего был назначен мастером участка № 7 цеха № 1. В последующие годы трудился над монтажом электрооборудования атомной подводной лодки проекта 675.Указом Президиума Верховного Совета СССР (с грифом «не подлежит опубликованию») от 28 апреля 1963 года «за большие заслуги в деле создания и производства новых типов ракетного вооружения, а также атомных подводных лодок и надводных кораблей, оснащенных этим оружием, и перевооружения кораблей Военно-Морского Флота» удостоен звания Героя Социалистического Труда с вручением ордена Ленина и золотой медали Серп и Молот
.
С 1981 года трудился в цехе № 6.
Избирался депутатом Архангельского областного Совета народных депутатов.
В 1989 году вышел на пенсию. Жил в Северодвинске.
Скончался 19 марта 2023 года.
Награды
- Герой Социалистического Труда
- Орден Ленина — дважды (23.07.1959; 1963)